# Canotaj la Jocurile Olimpice de vară din 1972

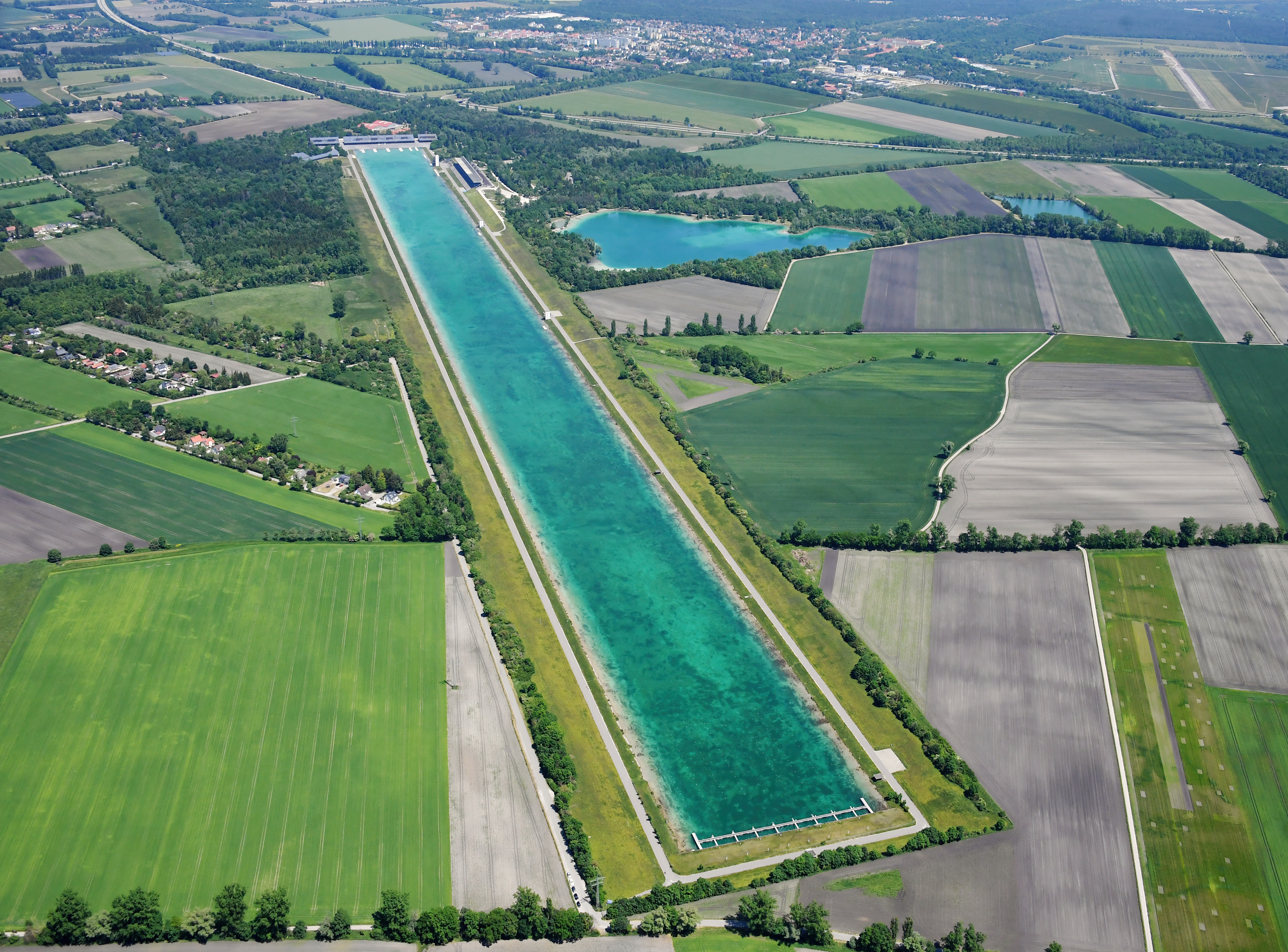
Pista de Regată

Probele sportive de canotaj la Jocurile Olimpice de vară din 1972 s-au desfășurat în perioada 27 august – 2 septembrie 1972 la Pista de Regată din Oberschleißheim.

## Rezultate

### Masculin
| Probă                           | Aur | Argint | Bronz |
| Simplu vâsle detalii            | Iuri Malișev (URS) | Alberto Demiddi (ARG) | Wolfgang Güldenpfennig (GDR) |
| Dublu vâsle detalii             | Aleksandr Timoșinin Gennadi Korșikov (URS) | Frank Hansen Svein Thøgersen (NOR) | Joachim Böhmer Uli Schmied (GDR) |
| Dublu rame fără cârmaci detalii | Siegfried Brietzke Wolfgang Mager (GDR) | Heinrich Fischer Alfred Bachmann (SUI) | Roel Luynenburg Ruud Stokvis (NED) |
| Dublu rame cu cârmaci detalii   | Germania de Est (GDR) · Wolfgang Gunkel · Jörg Lucke · Klaus-Dieter Neubert (c)                                                                          | Cehoslovacia (TCH) · Oldřich Svojanovský · Pavel Svojanovský · Vladimír Petříček (c)                                                                                                | România (ROU) · Ștefan Tudor · Petre Ceapura · Ladislau Lovrenschi (c) |
| Patru rame fără cârmaci detalii | Germania de Est (GDR) · Frank Forberger · Frank Rühle · Dieter Grahn · Dieter Schubert                                                                   | Noua Zeelandă (NZL) · Dick Tonks · Dudley Storey · Ross Collinge · Noel Mills | Germania de Vest (FRG) · Joachim Ehrig · Peter Funnekötter · Franz Held · Wolfgang Plottke |
| Patru rame cu cârmaci detalii   | Germania de Vest (FRG) · Peter Berger · Hans-Johann Färber · Gerhard Auer · Alois Bierl · Uwe Benter (c)                                                 | Germania de Est (GDR) · Dietrich Zander · Reinhard Gust · Eckhard Martens · Rolf Jobst · Klaus-Dieter Ludwig (c)                                                                    | Cehoslovacia (TCH) · Otakar Mareček · Karel Neffe · Vladimír Jánoš · František Provazník · Vladimír Petříček (c)                                                                                  |
| Opt rame cu cârmaci detalii     | Noua Zeelandă (NZL) · Tony Hurt · Wybo Veldman · Dick Joyce · John Hunter · Lindsay Wilson · Joe Earl · Trevor Coker · Gary Robertson · Simon Dickie (c) | Statele Unite ale Americii (USA) · Lawrence Terry · Franklin Hobbs · Pete Raymond · Tim Mickelson · Gene Clapp · Bill Hobbs · Cleve Livingston · Mike Livingston · Paul Hoffman (c) | Germania de Est (GDR) · Hans-Joachim Borzym · Jörg Landvoigt · Harold Dimke · Manfred Schneider · Hartmut Schreiber · Manfred Schmorde · Bernd Landvoigt · Heinrich Mederow · Dietmar Schwarz (c) |

## Clasament pe medalii
| Loc   | Țară                       | Aur | Argint | Bronz | Total |
| ----- | -------------------------- | --- | ------ | ----- | ----- |
| 1     | Germania de Est            | 3   | 1      | 3     | 7     |
| 2     | Uniunea Sovietică          | 2   | –      | –     | 2     |
| 3     | Noua Zeelandă              | 1   | 1      | –     | 2     |
| 4     | Germania de Vest           | 1   | –      | 1     | 2     |
| 5     | Cehoslovacia               | –   | 1      | 1     | 2     |
| 6     | Argentina                  | –   | 1      | –     | 1     |
| 6     | Elveția                    | –   | 1      | –     | 1     |
| 6     | Norvegia                   | –   | 1      | –     | 1     |
| 6     | Statele Unite ale Americii | –   | 1      | –     | 1     |
| 10    | Olanda                     | –   | –      | 1     | 1     |
| 10    | România                    | –   | –      | 1     | 1     |
| Total | Total                      | 7   | 7      | 7     | 21    |